# Ellen Osiier
Ellen Osiier est une escrimeuse danoise née le 13 août 1890 à Hjørring et morte le 6 septembre 1962 à Copenhague. Elle est devenue la première femme championne olympique d'escrime en remportant l'épreuve de fleuret des Jeux de Paris en 1924.
Elle a été mariée à Ivan Osiier, vice-champion olympique d'épée en 1912.

## Palmarès
- Jeux olympiques
  -  Médaille d'or au fleuret aux Jeux olympiques de 1924 à Paris